# Национальный университет Ян-Мин
Национальный университет Ян-Мин (англ. National Yang-Ming University, NYMU, кит. 國立陽明大學) — исследовательский университет, расположенный в Шипае, округ Бэйтоу, Тайбэй, Тайвань. Он известен исследованиями в области медицины, наук о жизни и биотехнологии. В рейтинге азиатских университетов QS за 2010 год Университет Ян Мин занял 4-е место среди университетов Тайваня и 2-е место в области наук о жизни и биомедицины. NYMU был одним из семи национальных исследовательских университетов.
Ян-Мин был назван в честь китайского философа Ван Янмина. 1 февраля 2021 года он был объединён с Национальным университетом Цзяодун в недавно образованный Национальный университет Ян Мин Цзяодун.

## История
Университет был основан в 1975 году как Национальный медицинский колледж Ян-Мин для подготовки первоклассных медицинских специалистов и учёных-биомедиков. В 1994 году Министерством образования предоставило статус Национального университета Ян-Мин и он стал первым университетом на Тайване, занимающимся биомедицинским образованием и исследованиями. Наряду со своей первоначальной миссией университет был посвящён биомедицинским исследованиям и развитию межвузовского и международного сотрудничества.
За 30 лет с момента основания NYMU пережил устойчивый рост. К концу 2005 учебного года NYMU стал университетом среднего размера с 5 школами — медицины, стоматологии, медицинских технологий и биомедицинской инженерии, наук о жизни и сестринского дела, а также центром общего образования. Кроме того, Тайбэйская больница общего профиля для ветеранов служила учебным госпиталем для студентов-медиков и парамедиков. NYMU также создал 15 исследовательских центров с широким спектром направлений, включая геномную медицину, исследования мозга, когнитивную нейробиологию, иммунологию, клеточную и молекулярную биологию, биомедицинскую инженерию, медицинскую визуализацию, биофотонику, биоинформатику, информатику здравоохранения, СПИД, общественную медицину и общественное сестринское дело.
Президент Лян Кунг-И был награждён премией Ремы Лапуза в 2010 году.
По состоянию на 2019 год президентом NYMU был Стив Куо, а вице-президентом — Уильям Стэнтон.
Переговоры о слиянии между Национальным университетом Ян-Мин и Национальным университетом Цзяодун начались в декабре 2018 года. Оба учебных заведения проголосовали за слияние в сентябре 2019 года, слияние было одобрено Министерством образования в июне 2020 года.

## Организация

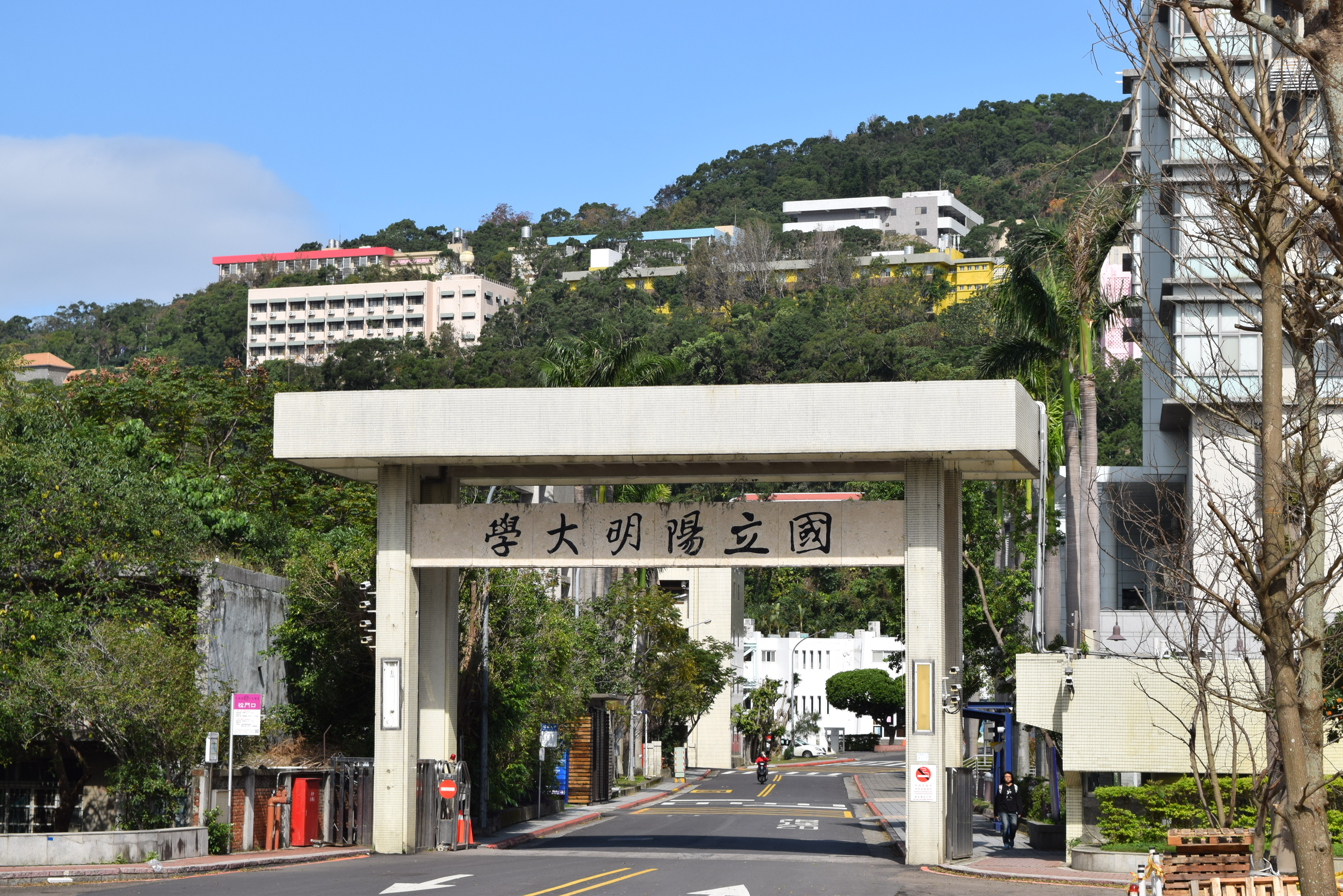
Главный вход в Национальный университет Ян-Мин

В университете было 7 кафедр и 28 институтов последипломного образования, которые объединены в 6 школ: биомедицинские науки и инженерия, стоматология, гуманитарные и социальные науки, науки о жизни, медицина и уход. В 2007 году в NYMU поступило 1836 студентов бакалавриата и 2297 аспирантов.

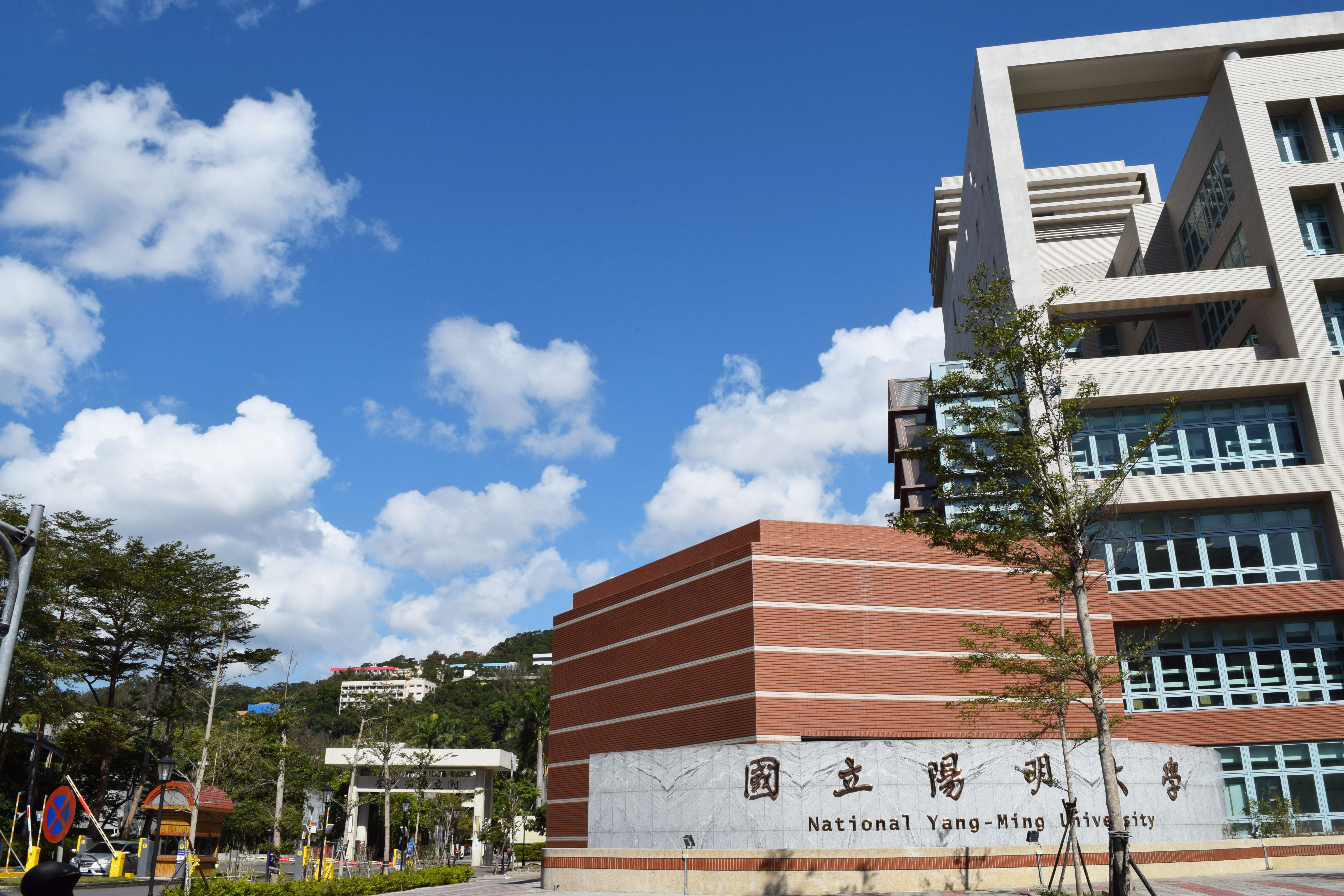
Национальный университет Ян-Мин

## Международные программы
NYMU участвовал в программе молекулярной медицины и программе биоинформатики Тайваньской международной программы для выпускников Академии Синика, важного академического исследовательского учреждения Тайваня.

## Известные выпускники
- Шиу Мин-Нен[англ.], вице-министр здравоохранения и социального обеспечения[англ.] (2013–2016)